# Колле, Вильгельм
Вильгельм Колле (нем. Wilhelm Kolle; 2 ноября 1868[…], Лербах, Горное управление Клаусталь — 10 мая 1935, Висбаден, Гессен-Нассау) —  немецкий микробиолог, гигиенист, занимался лечением болезней путём вакцинации и применения химеотерапии. 
Работал под руководством Роберта Коха в Берлинском институте инфекционных болезней. В начале научной деятельности занимался иммунологией инфекционных болезней. В 1896 году совместно Рихардом Пфайффером описал агглютинацию микробов, применил вакцину против азиатской холеры. В 1897 году был назначен руководителем научной экспедиции в Южную Африку с целью исследования проказы и чумы рогатого скота. В 1900 году занимался изучением тропических болезней в Судане. В 1906 году был принят на кафедру гигиены и бактериологии Бернского университета, руководил институтом инфекционных болезней и Швейцарским серологическим институтом. Во время Первой мировой войны занимался исследованиями газовой гангрены, создал от неё сыворотку. С 1917 года директор Государственного института экспериментальной терапии и химиотерапии исследовательского института во Франкфурте-на-Майне. Автор множества научных трудов по микробиологии и смежным областям, в том числе коллективных (в частности, совместно с Херманом Гечем, Августом Вассерманом). С 1932 года член Германской академии естествоиспытателей («Леопольдина»).
Отец психиатра Курта Колле и художника-экспрессиониста Гельмута Колле, а также дед журналиста Освальта Колле.